# Ignazio Persico
Ignazio Camillo Guglielmo Maria Pietro Persico (30 de janeiro de 1823, Nápoles - 7 de dezembro de 1895, Roma) foi um prelado e cardeal italiano da Igreja Católica Romana que serviu em várias atribuições.

## Biografia
Persico era de uma família notável. Filho de Francesco Xaverio Persico, um intendente do exército napolitano, e Giuseppina Pennacchio, que pertencia a um ramo italiano da família aristocrática inglesa Acton. Seu nome de batismo era Pietro. Estudou no Colégio Jesuíta de Nápoles (estudos clássicos); no Noviciado Capuchinho de S. Agnello, Sorrento (filosofia e teologia); e no Colégio de São Fidélis, Roma (apologética). Entrou para a Ordem dos Frades Menores Capuchinhos em 25 de abril de 1839; adotou o nome Ignazio e fez os votos finais em 25 de abril de 1840. Era um poliglota que falava italiano, francês, inglês, português e hindustâni.
Ordenado em 24 de janeiro de 1846, Nápoles, por Gennaro Pasca, bispo de Nola. Ignazio pediu para trabalhar como missionário e foi enviado a Roma para estudos posteriores. Trabalho missionário no Vicariato Apostólico de Patna, Índia, dezembro de 1846-1860; ele também trabalhou na base militar de Dinapore e mais tarde, como pastor em Darjeeling e diretor de escolas em agosto de 1848. Secretário do vigário apostólico de Patna, Dom Anastasius Hartmann, OFMCap., que havia sido nomeado administrador de Bombaim. Em Bombaim, Padre Persico contribuiu para o estabelecimento do jornal "The Catholic Examiner" em 1850 e foi professor e diretor no seminário episcopal. Em 1853, agente especial em Roma e na Inglaterra para o bispo Hartmann, para apresentar o caso católico no cisma goês, perante o papa e o governo britânico; em Londres, ele defendeu os interesses dos católicos indianos e tentou obter para eles os mesmos privilégios desfrutados pela Igreja Anglicana; esta missão teve um sucesso limitado; em Roma, ele também apresentou um plano de reforma para as missões capuchinhas nas Índias Orientais.
Eleito bispo titular de Gratianopolis e nomeado vigário apostólico coadjutor do vicariato de Bombaim em 8 de março de 1854. Consagrado no dia 4 de junho seguinte, em Bombaim, por Anastasius Hartmann, OFMCap., bispo titular de Derbe, vigário apostólico de Bombaim, assistido pelo Padre Walter Steins, SJ, e pelo Padre Tommaso a Passione, OCD.
Visitador apostólico do vicariato de Agra, 1855-1856. Vigário apostólico de Agra, de 19 de dezembro de 1856 a 24 de junho de 1860; era um imenso território que se estendia até as fronteiras do Tibete e Afeganistão e compreendia Pundjab e Caxemira; ele teve que buscar refúgio na fortaleza de Agra de julho a dezembro de 1857, durante a Revolta dos Cipaios. Bispo Ignazio foi para a Europa em fevereiro de 1858 para arrecadar fundos para a reconstrução dos danos causados pela guerra; visitou Roma de maio até o final do ano, quando retornou à Índia. Renunciou ao vicariato por motivos de saúde e residiu em Roma de 1860 a 1866. Trabalho pastoral na diocese de Charleston, Estados Unidos, 1867-1870. Participou do Décimo Concílio Provincial de Baltimore, 1869. Participou do Primeiro Concílio do Vaticano, 1869-1870.
Dom Ignazio Persico foi transferido para a sé de Savannah em 20 de março de 1870, mas a governou por pouco tempo, pedindo sua renúncia por motivos de saúde em 28 de julho de 1872; a renúncia foi aceita pelo papa em 25 de agosto de 1872; ele permaneceu em sua diocese até que um sucessor fosse nomeado. Depois, o bispo foi para o Canadá para descansar e chegou a Québec em 29 de junho de 1873; residiu na arquidiocese até sua nomeação como vigário geral e pároco da paróquia de Saint-Colomban de Sillery, de dezembro de 1873 a outubro de 1876; deixou Québec em 14 de outubro de 1876. Transferido para a sé titular de Bolina em 20 de junho de 1874.
Enviado em missão especial da Santa Sé em Malabar, de fevereiro a março de 1877, para resolver o cisma siro-caldeu e abrir caminho para uma hierarquia regular na Índia. Nomeado coadjutor de Aquino, Sora e Pontecorvo, Itália, com direito de sucessão, em 15 de julho de 1878. Sucedeu à sé de Aquino, Sora e Pontecorvo em 26 de março de 1879. Assistente no Trono Pontifício, 1879. Renunciou ao governo de sua sé no início de 1887. Promovido à sé titular de Damietta, em 14 de março de 1887. Enviado em missão especial da Santa Sé como visitante apostólico na Irlanda, de junho a dezembro de 1887, para avaliar o estado da igreja e, em particular, a atitude em relação ao regime fundamental, o Home Rule e o papel desempenhado pelo clero nos movimentos políticos. Vigário da basílica patriarcal do Vaticano, 14 de novembro de 1888. Secretário da Congregação para Assuntos Orientais da Sagrada Congregação de Propaganda Fide, 20 de março de 1889. Secretário da Sagrada Congregação de Propaganda Fide, 13 de junho de 1891.
Criado cardeal-presbítero no consistório de 16 de janeiro de 1893; recebeu o chapéu vermelho e o título de S. Pietro in Vincoli três dias depois. Prefeito da Sagrada Congregação de Indulgências e Relíquias, 30 de maio de 1893. Foi acometido de paralisia.
Cardeal Persico faleceu em 7 de dezembro de 1895 e foi exposto na igreja de S. Andrea della Valle, Roma, e sepultado na capela da Sagrada Congregação de Propaganda Fide, no cemitério Campo di Verano.